# Lusagyugh (Armavir)
Pour l’article homonyme, voir Lusagyugh (Aragatsotn).
Lusagyugh (en arménien Լուսագյուղ ; jusqu'en 1935 Turkmanlu) est une communauté rurale du marz d'Armavir, en Arménie. Elle compte 1 193 habitants en 2009.